# Янтарный (дворец спорта)
«Янтарный» — дворец спорта в Калининграде.

## История
Построен в 2009 году. Открылся 27 октября матчем группы Г открытого кубка России по волейболу 2009 между клубами «Динамо» (Москва) и «Кузбасс» (Кемерово). В этот же день на нём местная команда «Динамо-Янтарь» обыграла сборную Латвии, которая тоже участвовала в открытом кубке.

## События
- Финал восьми в мужском открытом кубке России по волейболу 2009
- Финальный этап в мужском кубке России по волейболу 2015
- Финал четырёх в женском кубке России по волейболу 2018